# Erdklavier
Erdklavier ist der Titel einer nicht realisierten Kunstaktion von Joseph Beuys aus dem Jahr 1962.

## Geschichte
Im Sommer 1961 hatte der Künstler George Maciunas in einer Gruppe junger bildender Künstler und Komponisten um den Musiker John Cage den Begriff Fluxus als Zeitschriftentitel für ein Kulturmagazin, das sie seit 1960 gründen wollten, gefunden. Diesen Titel griff eine Veranstaltung in Deutschland auf, die für den Zeitraum vom 1. bis zum 23. September 1962 im Hörsaal des damals städtischen Museums Wiesbaden geplant war: FLUXUS: Internationale Festspiele Neuester Musik. Bei dieser Veranstaltung sollten 14 „Konzerte“ von Dick Higgins, Beuys, Alison Knowles, Wolf Vostell, Nam June Paik, Emmett Williams, Arthur Køpcke, Robert Filliou und Maciunas aufgeführt werden. Beuys hatte für diese Veranstaltung die Idee des Erdklaviers entwickelt, doch konnte er am Tag der geplanten Aufführung nicht anwesend sein, so dass sein „Konzert“ ausfiel. Hierzu äußerte er sich später wie folgt:

„Das Erdklavier war praktisch eine Aktion für Klavier mit Erde. Es gab eine ganze Reihe von Möglichkeiten. Erstens draußen im Freien ein negatives Klavier auszustechen, als Grube; dann die Möglichkeit ein Klavier mit Erde zu überschütten; es gab noch eine dritte Version, und zwar ein ganzes Klavier aus Erde zu machen, also einen normalen Bechstein-Flügel in Erde herzustellen; das war zu kompliziert, ich hatte nicht das richtige Bindemittel. Aber als Begriff war dieses Erdklavier ja viel besser, deshalb wurde es dann gar nicht realisiert. Das war also nicht eine erste Fluxusaktion, sondern eine Idee, die wir überall diskutiert haben, die ich auch mit Paik besprochen habe. Wenn ich etwa in Wiesbaden teilgenommen hätte, hätte ich etwas gemacht mit dem Erdklavier.“

Beuys hatte in seiner Jugend Klavierspielen gelernt. In Düsseldorf wohnte er am 13. November 1959 in Jean-Pierre Wilhelms und Manfred de la Mottes Galerie 22 in der Kaiserstraße 22 der Performance Hommage à John Cage bei, bei der der aus Korea stammende US-amerikanische Künstler Nam June Paik nicht nur Alltagsgegenstände und technische Apparate wie Spielkarten, Verpackungskartons, Blechspielzeuge, Kofferradio und Tonbandgerät zur Musikerzeugung heranzog, sondern auch in absurder und destruktiver Weise gegen traditionelle Musikinstrumente wie ein Klavier vorging. Als künstlerisches Objekt und als Musikinstrument verwendete Beuys das Klavier mehrfach, etwa in den Performances Sibirische Symphonie 1. Satz (1963), Komposition für 2 Musikanten (1963), Infiltration Homogen für Konzertflügel, der größte Komponist der Gegenwart ist das Contergankind (1966), Revolutionsklavier (1969), Konzertflügeljom (1969) und in der Installation Plight (1985). In seiner Kunst gilt das Klavier ein Medium, um Skulptur und Klang miteinander zu vereinen. Auch als sogenannte „stumme Klangskulptur“ verwendete er es.